# From Software
FromSoftware, Inc. (Japans: 株式会社フロム・ソフトウェア; Romaji: Kabushikigaisha Furomu Sofutowea) is een Japanse computerspelontwikkelaar, die op 1 november 1986 werd opgericht. Het hoofdkantoor bevindt zich in Tokio. In oktober 2013 werkten er 230 medewerkers. Het bedrijf maakt software voor diverse platforms, zoals Dreamcast, Nintendo DS, GameCube, PlayStation, PlayStation 2, PlayStation 3, PlayStation 4, Xbox, Xbox 360, PlayStation Portable, Wii, pc en verschillende mobiele telefoons.
In april 2014 kondigde Kadokawa Corporation aan het bedrijf over te nemen van voormalig aandeelhouder Transcosmos. Deze deal voltrok zich op 21 mei 2014.

## Ontwikkelde spellen (selectie)
- King's Field (1994)
- Armored Core (1997)
- Eternal Ring (2000)
- Evergrace (2001)
- Lost Kingdoms (2002)
- Lost Kingdoms II (2003)
- Otogi: Myth of Demons (2003)
- Metal Wolf Chaos (2004)
- Chromehounds (2006)
- Kuon (2006)
- Shadow Assault: Tenchu (2008)
- Ninja Blade (2009)
- Demon's Souls (2010)
- Dark Souls (2011)
- Dark Souls II (2014)
- Bloodborne (2015)
- Dark Souls III (2016)
- Sekiro: Shadows Die Twice (2019)
- Elden Ring (2022)